# I Avgi
I Avgi (griechisch Η Αυγή „Die Morgenröte“) ist eine in Athen erscheinende griechische Tageszeitung. Sie vertritt Positionen der politischen Linken und gilt als „Morgenzeitung der Linken“.
I Avgi wurde 1952 gegründet. Ursprünglich war sie ein Organ der EDA (Vereinigung der Demokratischen Linken). In den 1960er Jahren erreichte sie Auflagen von über 60.000 Exemplaren. Während der Griechischen Militärdiktatur (1967–1974) wurde ihr Erscheinen untersagt. 1975 wurde sie als Organ der eurokommunistischen „KKE-Inland“ (Kommunistischen Partei Griechenlands), später der Griechischen Linken (E.AP.) herausgegeben. Ende der 1970er Jahre war sie die auflagenschwächste Athener Tageszeitung. Heute gilt sie, obwohl formal unabhängig, als Sprachrohr der Linksparteien SYRIZA.
I Avgi hatte 2013 eine Auflage von 2.800 verkauften Exemplaren.  Als eine der wenigen europäischen Zeitungen steigerte sie ihre Auflage bis 2020 auf 6.500 Exemplare unter der Woche und 12.000 Exemplare der Sonntagsausgabe.